# Herculez Gomez
Herculez Gomez Hurtado (Los Angeles, 6 de abril de 1982) é um ex-futebolista norte-americano que atuava como centroavante.

## Carreira
Possuidor de cidadania mexicana, Gomez iniciou a carreira no Cruz Azul, passando em seguida por Águilas Blancas, Alacranes, San Diego Gauchos, Los Angeles Galaxy, Seattle Sounders (USL), San Diego Sockers, Colorado Rapids, Kansas City Wizards e Puebla.

## Seleção Norte-Americana
Mesmo tendo origem mexicana, Gómez optou por não defender a Seleção do país de suas origens. Seu primeiro jogo com a Seleção dos EUA foi durante a Copa América de 2007, quando entrou no segundo tempo da partida contra a Argentina.